# نادي المنصورية
نادي المنصورية الرياضي هو فريق كرة قدم عراقي مقره في ديالى، تم تأسيسه في عام 2019، يلعب في الدوري العراقي الدرجة الثالثة.

## روابط خارجية
- نادي المنصورية على موقع Goalzz.com
- أندية العراق - تواريخ التأسيس